# Браузерний рушій
Браузерний рушій, часто також рушій виведення чи двигун розміщення — це програмний рушій, який працює з розміченим вмістом (таким як HTML, XML файли, файли зображень тощо), а також форматувальною інформацією (CSS, XSL файли тощо), і виводить вміст на екран згідно з форматуванням у зручному для спостереження вигляді. Він «малює» на вмістовій площі вікна, яке виводиться на монітор чи принтер. Двигун розміщення зазвичай застосовується вебоглядачами, поштовими клієнтами або іншими прикладними програмами, що потребують виведення чи редагування вмісту вебдокументів.
Термін «двигун розміщення» набув широкого вжитку, коли ці програми стали «відокремлюваними» від браузера. Найпоширенішими браузерними рушіями є:
- Gecko — відкритий двигун проєкту Mozilla, використовується в багатьох програмах на основі кодів Mozilla (вебоглядач Firefox, поштовий клієнт Thunderbird та набір прикладних програм SeaMonkey).
- Presto — двигун, розроблений компанією Opera Software, є основою браузера Opera (до версії 12.17 включно), також ліцензований для використання сторонніми компаніями.
- Trident — двигун браузера Internet Explorer; використовується багатьма програмами для Microsoft Windows, наприклад: Outlook Express, деякі версії Microsoft Outlook, а також міні-оглядачі у програмах Winamp та RealPlayer.
- KHTML — двигун проєкту KDE, використовується у власному оглядачі Konqueror; також став основою для WebKit.
- WebKit — двигун браузера Apple Safari, що входить в операційну систему Mac OS X, та браузерів Google Chrome та Opera. Вбудований у бібліотеку Qt.
- Blink — форк WebKit, використовується у Google Chrome (28 — ) та Opera (15 — ).
- Edge — новий двигун від компанії Microsoft для її нового браузера Microsoft Edge.

Назву «двигун виведення» можна також віднести до таких текстових двигунів як Pango чи Uniscribe, які подають багатомовні тексти в правильному вигляді, беручи до уваги такі ускладнення як різнонаправленість текстів, комбінація «базових символів» з наголосами, різними позначками тощо.

## Дивись також
- Рушій JavaScript
- Рушій гри